# Paraphidippus disjunctus
Paraphidippus disjunctus là một loài nhện trong họ Salticidae.
Loài này thuộc chi Paraphidippus. Paraphidippus disjunctus được Richard C. Banks miêu tả năm 1898.